# Liste der Mitglieder des gambischen Parlaments (1962–1966)
Dies ist eine Liste der Mitglieder des gambischen Parlaments (1962–1966).
Die Mitglieder des Parlaments in der westafrikanischen Kolonie Britisch-Gambia, dem Repräsentantenhaus (englisch House of Representatives), wurden bei den Parlamentswahlen 1962 gewählt. Damals bestand das Repräsentantenhaus aus insgesamt 40 Mitgliedern, wovon 32 Mitglieder bei den Wahlen über eine Direktwahl ermittelt wurden, weitere acht Mitglieder wurden ernannt.

## Mitglieder des Parlaments

### Gewählte Mitglieder des Parlaments
|  | Name                                 | Partei | Wahlkreis              | Verwaltungseinheit | Anmerkung                                      |
|  | ------------------------------------ | ------ | ---------------------- | ------------------ | ---------------------------------------------- |
|  | Pierre Sarr N’Jie (1909–1993)        | UP     | New Town East          | Bathurst           |                                                |
|  | Ishmael B. I. Jobe                   | UP     | New Town West          | Bathurst           |                                                |
|  | Alieu B. N’Jie (1904–1982)           | DCA    | Joloff/Portuguese Town | Bathurst           |                                                |
|  | Melvin B. Jones (1918–1992)          | UP     | Soldier Town           | Bathurst           |                                                |
|  | Joseph H. Joof                       | UP     | Half Die               | Bathurst           |                                                |
|  | Alphonso M. (Fansu) Demba            | PPP    | Bakau                  | Kombo St. Mary     |                                                |
|  | Howsoon O. Semega-Janneh (1914–1988) | UP     | Serekunda              | Kombo St. Mary     |                                                |
|  | David K. Jawara (1924–2019)          | PPP    | Eastern Kombo          | Western            |                                                |
|  | Famara Wassa Touray                  | PPP    | Western Kombo          | Western            |                                                |
|  | Momodou N. Sanyang († 1973)          | PPP    | Eastern Foni           | Western            |                                                |
|  | Bakary Landing Kuti Sanyang          | PPP    | Western Foni           | Western            |                                                |
|  | Jerreh L. B. Daffeh (1930–1998)      | PPP    | Eastern Kiang          | Lower River        |                                                |
|  | Amang S. Kanyi († 1968)              | PPP    | Western Kiang          | Lower River        |                                                |
|  | Yaya Ceesay (* 1937)                 | PPP    | Jarra                  | Lower River        |                                                |
|  | Yusupha Samba (1929–2002)            | PPP    | Sabach Sanjal          | Lower River        |                                                |
|  | Lamin B. M’Boge (1937–2008)          | PPP    | Illiasa                | Lower River        |                                                |
|  | Sheriff M. Dibba (1937–2008)         | PPP    | Central Baddibu        | Lower River        |                                                |
|  | Kalilou F. Singhateh (1934–2025)     | PPP    | Lower Baddibu          | Lower River        |                                                |
|  | Mafode (Foday) F. Sonko              | UP     | Niumi                  | Lower River        |                                                |
|  | Kebba C. A. Kah (* 1934)             | UP     | Jokadu                 | Lower River        |                                                |
|  | Kebba N. Leigh                       | PPP    | Sami                   | MacCarthy          |                                                |
|  | Demba S. Cham                        | PPP    | Niani                  | MacCarthy          |                                                |
|  | Ebrima D. N’Jie (1910–1970)          | UP     | Saloum                 | MacCarthy          |                                                |
|  | Paul L. Baldeh (1937–1968)           | PPP    | Lower Fulladu West     | MacCarthy          |                                                |
|  | Numukunda M. Darbo                   | UP     | Upper Fulladu West     | MacCarthy          |                                                |
|  | Sheriff S. Sisay (1935–1989)         | PPP    | Niamina                | MacCarthy          |                                                |
|  | Demba Jagana                         | UP     | Jimara                 | Upper River        |                                                |
|  | Andrew D. Camara (1923–2013)         | UP     | Kantora                | Upper River        |                                                |
|  | Momodou C. Cham (* 1938)             | UP     | Tumana                 | Upper River        |                                                |
|  | Michael Baldeh († 1965)              | UP     | Basse                  | Upper River        | verstorben 1965, Nachfolger: Kebba J. Krubally |
|  | Kebba J. Krubally                    | PPP    | Basse                  | Upper River        | nachgewählt 1965 für: Michael Baldeh           |
|  | Bangally Singhateh                   | PPP    | Wuli                   | Upper River        |                                                |
|  | Musa S. Dabo                         | PPP    | Sandu                  | Upper River        |                                                |

### Ernannte Mitglieder des Parlaments
Acht weitere Mitglieder des Parlaments wurden ernannt, diese sind bislang unzureichend belegt.
| Name                | Partei | Anmerkung |
| ------------------- | ------ | --------- |
| Alieu Sulayman Jack |        |           |

## Veränderungen
- Michael Baldeh (UP), Wahlkreis Basse, Member of Parliament bis 1965
- Kebba J. Krubally (PPP), Wahlkreis Basse, Member of Parliament ab 1965

## Spezielle Funktionen
- Sprecher der Mehrheitsfraktion (englisch Majority Leader): n/a
- Sprecher der Minderheitsfraktion (englisch Minority Leader): n/a
- Parlamentssprecher: Alieu Sulayman Jack

## Abkürzungen und Akronyme
| DCA | Democratic Congress Alliance |
| UP  | United Party                 |
| PPP | People’s Progressive Party   |
| MP  | Member of Parliament         |